# Beracha
In het jodendom is een beracha (Hebreeuws: ברכה), brooche, broche, bero(o)che, bro(o)ge of berocha (Nederlands-Jiddisch/Asjkenazisch) (mv: berachot, bero(o)ches of bero(o)ges) een zegening, zegenspreuk, zegenwens of lofzegging.
Dit woord kan twee dingen betekenen:
- Een berachah in de vorm van een gebed, dat volgens de joodse wet voor een bepaald iets gezegd moet worden. Er zijn vier soorten dergelijke berachot:
  - Berachot voor het consumeren van enig voedsel of drinken.
  - Berachot na het consumeren van enig voedsel of drinken.
  - Berachot bij een bepaalde gebeurtenis.
  - Berachot voor het verrichten van een mitzwa.
- Een zegening in de vorm van een persoonlijke succeswens door een ander persoon, met name door bijvoorbeeld een chassidische Rebbe.

Dit artikel behandelt met name het eerste type berachot.
Een berachah begint altijd met de formule Baroech atta HASHEM Elo-heinoe Melech ha'olam.... Daarna volgt een specifiek einde. Dit betekent: "Gezegend bent U, G'd, onze Heer, koning van het gehele universum..." Daarop kan bijvoorbeeld volgen, "Die alles maakt door Zijn woord", de zegening die voor dranken (behalve wijn) en eenvoudige etenswaren wordt gezegd.

## Lijst van berachot

### Berachot over voedsel en drinken
- boree prie ha'gafen, schepper van de vrucht van de wijnstok, over wijn of druivensap
- ha'motsie lechem min ha'arets, die brood uit de aarde laat voorkomen, over brood en matsot
- boree mine mezonot, schepper van de verschillende soorten voedsel, over alle graanproducten behalve brood
- boree prie ha'ets, schepper van de boomvrucht, over van een boom afkomstig fruit, zoals sinaasappelen en appels
- boree prie ha'adama, schepper van de aardvrucht, over iets dat van een struik afkomstig is, zoals aardappelen of bananen
- sjehakol nijee bidwaro, door wiens woord alles ontstaat, over alles wat niet onder een van voorgenoemde categorieën valt

### Berachot na voedsel en drinken
- Birkat Hamazon is een dankgebed na de maaltijd, en wordt na een maaltijd met brood gezegd; het is gebruikelijk om bij de sjabbatmaaltijden brood te eten, maar vaak wordt ook doordeweeks brood genuttigd bij uitgebreide maaltijden.
- me'een sjalosj is een korter gebed dan Birkat Hamazon, en wordt gezegd na graanproducten anders dan brood ("mezonnot"), over wijn, en over een van de vijf voornaamste vruchten van het land Israël (dadels, druiven, vijgen, granaatappels en olijven).
- boré nefasjot rabot vechesronan, al kol mah shebaratah, lehachajot bahem nefesh kol chai, als een bepaalde hoeveelheid voedsel en drank wordt genuttigd waar niet het specifiekere me'een shalosh of birkat ha'mazon van toepassing is.

### Berachot bij een bepaalde gebeurtenis
Er zijn berachot voor wanneer men in een bepaalde situatie terechtkomt, iets bijzonders meemaakt, of een bepaalde gebeurtenis zich voordoet. Bijvoorbeeld een gebeurtenis in de natuur. Voorbeelden: het aanschouwen van de regenboog, het horen van de donder en het zien van de bliksem, het zien van een oceaan, van een regerend vorst(in), een mooi mens, een mismaakt mens, een wijs mens, een vriend die men langere tijd niet heeft gezien, de eerste bloesem van een vruchtboom, bij het vernemen van een slecht bericht zoals een bericht van overlijden, enz.